# Ли Цзинвэнь
Ли Цзинвэнь (кит. 李京文, пиньинь Lǐ Jīngwén; 30 октября 1932 года, Лучуань — 31 марта 2021 года, Пекин) — китайский экономист и специалист по менеджменту, академик Китайской инженерной академии и Академии общественных наук Китая, член 7-го и 9-го Национального комитета Народного политического консультативного совета Китая, делегат 8-го Всекитайского собрания народных представителей.

## Биография
В 1951 году Ли поступил в Уханьский университет. В 1953 году, вместе с первой группой студентов нового Китаем он был отобран для обучения в СССР. Окончил Российский экономический университет имени Г. В. Плеханова. Вернулся в Китай в 1958 году и в том же году стал техником в Плановом комитете провинции Хэбэй. Через год его перевели в Государственный плановый комитет. В 1963 году он участвовал в подготовке к созданию Пекинского экономического института и проработал в институте до 1971 года. Работал в государственном аппарате на экономических должностях с 1971 по 1985 год. В 1985 году был назначен директором Института количественной и технической экономики Китайской академии общественных наук. В 1999 году стал деканом Школы экономики и менеджмента Пекинского технологического университета.

## Научные интересы
Ли Цзинвэнь считается в Китае пионером экономических технологии и инженерной теории управления, которые он применял к разработке и научной экспертизе крупных государственных экономических проектов, таких как Три ущелья (электростанция), скоростная железная дорога Пекин-Шанхай, поворот китайских рек. что позволяло принимать ответственные экономические решения на научной основе. Другим примером сложного экономического расчёта является планирование строительство линий поезда на магнитной подвеске в условиях быстрорастущей транспортной инфраструктуры.

## Премии и награды
- 1994 — иностранный член Российской академии наук[1].
- 2001 — академик Китайской инженерной академии[англ.][4].
- 2006 — академик Академии общественных наук КНР[4].